# キャリー・ユー・ホーム
「Carry You Home」は、2014年5月12日に発売されたスウェーデンの歌手ザラ・ラーソンのシングル。発売元はTEN。

## 概要
アルバム『1』からの1枚目のシングルとしてリリースされた（のちにEP『Uncover』にも収録）。

## チャート成績
スウェーデンで週間チャート3位に輝き、2×プラチナムの認定を受けた。

## ミュージックビデオ
ミュージックビデオは2014年5月13日に公開された。

## ライブパフォーマンス
スウェーデン版グラミー賞のグラミス2015でアイコナ・ポップやエリック・ハッスルなどのレーベルメイト達とこの曲を披露した。

## 収録曲
音楽配信
1. Carry You Home [4:13]
(作詞・作曲：Elof Loelv)
2. Carry You Home (Instrumental) [4:13]

## チャート成績
| Chart (2014)                     | Peak position |
| -------------------------------- | ------------- |
| スウェーデン (Sverigetopplistan) | 3             |

## リリース日
| 国           | 日付          | 形態     | レーベル | 脚注   |
| ------------ | ------------- | -------- | -------- | ------ |
| スウェーデン | 2014年5月12日 | 音楽配信 | TEN      | [ 11 ] |